# Coupe du Liechtenstein de football 2021-2022
Navigation
Édition précédente Édition suivante
La coupe du Liechtenstein 2021-2022 de football est la 77e édition de la Coupe nationale de football, la seule compétition nationale du pays en l'absence de championnat. Le vainqueur de la compétition se qualifie pour le deuxième tour de qualification de la Ligue Europa Conférence 2022-2023. Elle débute le 28 septembre 2021 et se conclut au printemps 2022. Les sept équipes premières du pays ainsi que plusieurs équipes réserves de ces clubs, soit seize équipes au total, s'affrontent dans des tours à élimination directe.

## Premier tour
Le premier tour concerne uniquement des équipes réserves.
| Date              | Équipe 1          | Résultat        | Équipe 2              |
| ----------------- | ----------------- | --------------- | --------------------- |
| 28 septembre 2021 | FC Vaduz III      | 1 - 3           | FC Balzers II         |
| 28 septembre 2021 | FC Schaan II      | 5 - 4           | FC Triesen II         |
| 28 septembre 2021 | FC Ruggell II     | 2 - 2 5 - 4 tab | USV Eschen/Mauren II  |
| 29 septembre 2021 | FC Triesenberg II | 0 - 1           | USV Eschen/Mauren III |

## Deuxième tour
Le deuxième tour voit l'entrée en lice du FC Schaan, du FC Triesen, du FC Vaduz II et du FC Triesenberg.
| Date             | Équipe 1       | Résultat | Équipe 2              |
| ---------------- | -------------- | -------- | --------------------- |
| 29 octobre 2021  | FC Ruggell II  | 2 - 0 ap | USV Eschen/Mauren III |
| 2 novembre 2021  | FC Schaan II   | 0 - 6    | FC Triesen            |
| 3 novembre 2021  | FC Balzers II  | 0 - 2    | FC Vaduz II           |
| 10 novembre 2021 | FC Triesenberg | 1 - 2    | FC Schaan             |

## Quarts de finale
Les quarts de finale voient l'entrée en lice du FC Vaduz, du FC Balzers, d'USV Eschen/Mauren et du FC Ruggell.
| Date         | Équipe 1      | Résultat | Équipe 2          |
| ------------ | ------------- | -------- | ----------------- |
| 15 mars 2022 | FC Triesen    | 2 - 5    | FC Balzers        |
| 15 mars 2022 | FC Ruggell II | 0 - 12   | FC Vaduz          |
| 15 mars 2022 | FC Schaan     | 0 - 4    | USV Eschen/Mauren |
| 16 mars 2022 | FC Vaduz II   | 1 - 2    | FC Ruggell        |

## Demi-finales
| Date          | Équipe 1   | Résultat | Équipe 2          |
| ------------- | ---------- | -------- | ----------------- |
| 13 avril 2022 | FC Ruggell | 0 - 1    | USV Eschen/Mauren |
| 13 avril 2022 | FC Balzers | 1 - 3 ap | FC Vaduz          |

## Finale
| 3 mai 2022 | USV Eschen/Mauren | 1 - 3   | FC Vaduz                      | Rheinpark Stadion, Vaduz                         |                                                  |
| 20:00      | Kühne 45e         | (1 - 1) | 7e 64e Di Giusto · 66e Sutter | Spectateurs : 585 Arbitrage : Sven Wolfensberger | Spectateurs : 585 Arbitrage : Sven Wolfensberger |
| 20:00      | Rapport           |         |                               | Spectateurs : 585 Arbitrage : Sven Wolfensberger | Spectateurs : 585 Arbitrage : Sven Wolfensberger |